# (13622) McArthur
(13622) McArthur (1995 HY2) – planetoida z pasa głównego asteroid okrążająca Słońce w ciągu 5,77 lat w średniej odległości 3,22 j.a. Odkryta 26 kwietnia 1995 roku.